# Diocèse d'Imola
Le diocèse d'Imola (en latin : Dioecesis Imolensis ; en italien : Diocesi di Imola) est un diocèse de l'Église catholique en Italie, suffragant de l'archidiocèse de Bologne et appartenant à la région ecclésiastique d'Émilie-Romagne.

## Territoire
Il est situé sur 2 provinces d'Émilie-Romagne. La partie ouest du diocèse est dans la ville métropolitaine de Bologne, l'autre fraction de cette ville métropolitaine étant dans l'archidiocèse de Bologne. La partie est du diocèse se trouve dans la province de Ravenne, l'autre partie de la province est dans l'archidiocèse de Ravenne-Cervia et le diocèse de Faenza-Modigliana. Son territoire est de 740 km2 divisé en 108 paroisses regroupées en 7 archidiaconés. L'évêché est à Imola avec la cathédrale Saint-Cassien.

## Histoire
La propagation du christianisme à Forum Cornelii (aujourd'hui Imola) date probablement du IIIe siècle. Saint Cassien est martyrisé dans cette ville en 303, sa tombe devient rapidement un lieu de pèlerinage. Il est aujourd'hui le saint patron de la ville et du diocèse. La première preuve de l'existence du diocèse de Forum Cornelii est une lettre que saint Ambroise adresse à un évêque nommé Constance ; dans cette lettre écrite au début de 379, Ambroise lui demande de visiter l’Église de Forum Cornelii dont le siège est vacant, la lettre indique également que le diocèse est suffragant de l'archidiocèse de Milan. La première cathédrale de Forum Cornelii est construite extra-muros et dédié à saint Laurent. Le premier évêque dont le nom est connu est saint Corneille (it). La liste des évêques est incomplète jusqu'à la fin du VIIIe siècle. Au Ve siècle, Forum Cornelii intègre la province ecclésiastique de Ravenne et y reste jusqu'en 1582.
Lors de la guerre des Goths (535-553), Forum Cornelii est détruite et abandonnée par presque tous les habitants. Les survivants construisent une nouvelle église dans l'ancien forum sur les ruines de la basilique civile romaine où l'on dépose les reliques de Cassien et celles des saints Pierre Chrysologue et Donat (it). Autour de cette basilique élevée au rang de cathédrale, d'autres bâtiments sont construits, la résidence de l'évêque et des chanoines, des hospices dans ce qu'on appelle le Castrum Sancti Cassiani. Cette ville est un siège épiscopal pendant environ six siècles. En 568-69, Imola subit l’invasion des Lombards qui sont ariens et hostile envers les catholiques. Lorsque le Royaume ostrogoth disparaît avec l'essor de l'Empire byzantin, l'évêque peut reprendre ses fonctions. Plus tard, les Lombards se convertissent au catholicisme. Le siège épiscopal revient sous la juridiction de l'archidiocèse de Ravenne.
À Imola, les autorités civiles et ecclésiastiques ne cohabitent pas dans la même ville : la première se trouve à Forum Cornelii, tandis que l'évêque réside au Castrum Sancti Cassiani. La conséquence de cette situation est l’émergence d’un contraste marqué entre les deux puissances qui dure plusieurs siècles, avant et après l’an 1000. Castrum Sancti Cassiani fait construire des fortifications pour se défendre des attaques de Forum Cornelii. Le 5 janvier 1084, l'évêque Morando accorde d'importantes concessions au Forum Cornelii. L'action, qui n'entraîne pas de répartition équitable des pouvoirs, est considérée comme inacceptable par le Saint-Siège qui dépose Morando (1095). À partir du XIIe siècle, la coexistence entre le clergé de l'évêque et celui résidant à Forum Cornelii devient plus difficile. Les contrastes s'intensifient après la fondation de la commune libre, également établie dans le centre urbain de Cornelii, qui devient rapidement un centre de pouvoir concurrent de celui de l'évêque. Ubaldo (avant 1108-1122) frappe d'interdit la civitas Cornelii (peut-être motivé par le fait que l'église d'Imola refuse les prêtres envoyés par l'évêque). Par la suite, l'église d'Imola se soumet à l'évêque et l'interdit est levé en 1114.
Vers 1130, le pape Honorius II restitue les droits précédemment cédés par l'évêque Morando. En 1132, les Imolais attaquent Castrum Sancti Cassiani. L'évêque Bennone se réfugie à Conselice, où il reste jusqu'à sa mort en 1139. En 1150, Imola attaque de nouveau San Cassiano ; les habitants fuient et l'évêque Rodolfo se réfugie à Dozza, où il reste au moins trois ans. En 1155, l'évêque et la ville rivale concluent la paix. En 1159, Imola devint une ville gibeline, jurant allégeance à l'empereur Frédéric Ier de Souabe. En 1162, afin de ne pas obéir à l'ordre de l'empereur, l'évêque Rodolfo choisit la voie de l'exil. Après Rodolfo, vint Arardo, nommé par l'empereur. En 1175, le chancelier et général de l'empereur, attaque tous les châteaux des Guelfes existants dans la région, y compris le castrum sancti Cassiani, qui est rasé. L'évêque Henri (1173-1193) doit s'installer à Imola. Par acte du 3 juillet 1187, la municipalité accorde à l'évêque un terrain pour la construction de la nouvelle cathédrale et de son palais épiscopal. En 1217, on procède à la translation des reliques de saint Cassien dans la nouvelle cathédrale. Un acte du pape Célestin III de 1192, garantit à l'évêque les droits et privilèges déjà attribués au siège de saint Cassien.
Au XIVe siècle, période de renouveau d'œuvres charitable et religieuse, plusieurs ordres sont présents à Imola : bénédictins, carmes, servites (hommes et femmes), augustins, franciscains, dominicains et dominicaines (hommes et femmes), clarisses et religieuses camaldules. De nombreuses confréries dirigent un hôpital pour malades, certains pour aider les pauvres, d'autres pour soigner les pèlerins à destination de Rome ou de la Terre sainte. Au fil des ans, il incorpore d'autres hôpitaux de la ville jusqu'à ce qu'il devienne le principal hôpital de la ville. En 1315, la municipalité décide de prendre en charge l'administration de l'hôpital. En 1492, Catherine Sforza fait venir à Imola les frères du Troisième Ordre régulier de saint François et leur confié le sanctuaire de Piratello, construit à l'endroit où la Vierge est apparue miraculeusement à un pèlerin.
En 1582, le diocèse d'Imola passe de la province ecclésiastique de Ravenne à la nouvelle métropole de Bologne. En 1605, il redevint un suffragant de Ravenne. À partir de 1872, le diocèse est de nouveau suffragant de l'archidiocèse de Bologne. Mgr Francesco Guarini fonde le séminaire le 1er janvier 1567, quatre ans seulement après les décisions prises au concile de Trente concernant la formation du clergé. Actuellement, le séminaire est situé à l'extérieur d'Imola. Le 30 avril 1617, l'image de la Vierge conservée dans le sanctuaire de Piratello est portée pour la première fois à l'intérieur de la ville. Depuis lors, le rituel est répété chaque année. En 1712, une niche est créée sur la façade de la mairie dans laquelle une statue de la Vierge est placée. Cette statue existe toujours. Trois évêques d'Imola sont élus pape : Alexandre VII, Pie VII et Pie IX ; seize autres évêques d'Imola sont nommés cardinaux.
L'invasion de l'Italie par l'armée révolutionnaire française (1796) entraîne la fermeture de nombreux couvents, dont l'abbaye de Santa Maria in Regola ; celui des dominicains ; le couvent franciscain est transformé en théâtre municipal tandis que la bibliothèque est expropriée (elle deviendra le noyau de la bibliothèque municipale) ; les clarisses sont expulsés. Sur les 41 églises de la ville, 31 sont fermées par décrets napoléoniens. Après la restauration, 9 d'entre elles sont rouvertes rapidement, mais les autres sont perdues à jamais. Quant aux monastères, seules les clarisses peuvent retourner dans leurs cellules, grâce à la réacquisition du bâtiment monastique par la mère Maria Antonia Tommasoli Laziosi. En 1842, Mgr Ferretti (futur pape Pie IX ) approuve la pieuse union pieuse dédiée à la Notre Dame de Lorette. Cette année-là, il y a un pèlerinage diocésain à la Sainte Maison de Lorette. Cette tradition perdure encore aujourd'hui.
En 1862, après le risorgimento, la politique de répression contre les monastères reprend son cours. Les moniales dominicaines sont expulsées de leur couvent, l'administration municipale décide d'utiliser les bâtiments comme école publique. En 1866, le parlement approuve les lois de subversion de l'axe ecclésiastique (décret royal du 7 juillet 1866, suivi de la loi du 15 août 1867). La conséquence est la suppression de presque tous les couvents existant dans le diocèse. Les avoirs des couvents dépossédés passent aux biens de l’État. La loi du 15 août 1867 ordonne la suppression des chapitres collégiaux, des abbayes, des prélatures, des bénéfices et de tout autre fondation pieuse, même laïque. Les archives et les bibliothèques des communautés religieuses sont confisquées par la bibliothèque municipale et les musées municipaux d'Imola.
Sept prêtres du diocèse d'Imola sont délibérément assassinés au cours de la Seconde Guerre mondiale. Don Giulio Minardi (1898-1990), curé de l'église du Carmine, sauve plus de 200 Juifs de la déportation. Israël l'inclut dans la liste des Justes parmi les nations. En 1979, le diocèse lance le projet Églises sœurs, né de l'activité missionnaire commencée en 1965 par les sœurs de Sainte Thérèse dans les régions périphériques de certains diocèses du Brésil. Depuis 1979, le diocèse de Imola est jumelé avec celui de Santo André (État de São Paulo). En 1986, le diocèse reçoit Jean-Paul II lors d'une visite pastorale en Romagne.

## Sources
- http://www.catholic-hierarchy.org